# Saxifraga boussingaultii
Saxifraga boussingaultii là một loài thực vật có hoa trong họ Saxifragaceae. Loài này được Brongn. miêu tả khoa học đầu tiên năm 1835.